# Сад Вортекс
Сад Вортекс (нім. Vortex Garten) — громадський парк у місті Дармштадт, Німеччина. Це пантеїстичний, пермакультурний сад у Матільденхьое, натхненний ідеями Віктора Шаубергера. Сад розташований трохи нижче російської церкви Марії Магдалини та є приватною власністю Генрі Нольда. У ньому представлені роботи таких скульпторів як Джон Вілкес (John Wilkes), Джакопо Фоджіні (Jacopo Foggini), Жером Абель Сегуїн (Jerome Abel Seguin) та Hyesung Hyun.

## Концепція

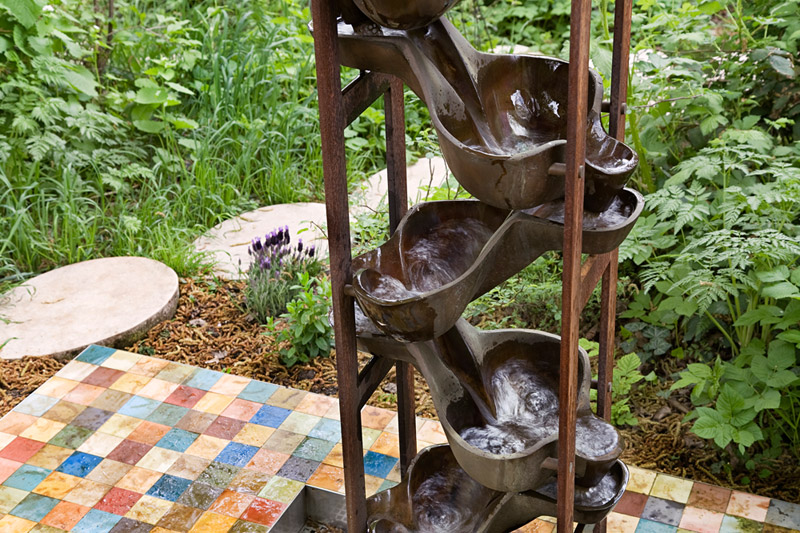
Скульптура у саду Вортекс. Мідь.

Термін «Вортекс» (нім. Vortex — вихор) вказує на обертальний або вихровий рух. Для власника саду він означає спірале- або гвинтоподібні рухи, породжуючи алюзії на ДНК, будівельні блоки життя.

## Історичний контекст
Сад Вортекс, так само як і будинок Хубертуса, збудований у 1921 році архітектором Яном Хубертом для сім'ї Діфенбах, є прикладом нової форми «сакральної топографії», даниною реформаторському руху, який бачив себе альтернативою як комунізму, так і капіталізму.

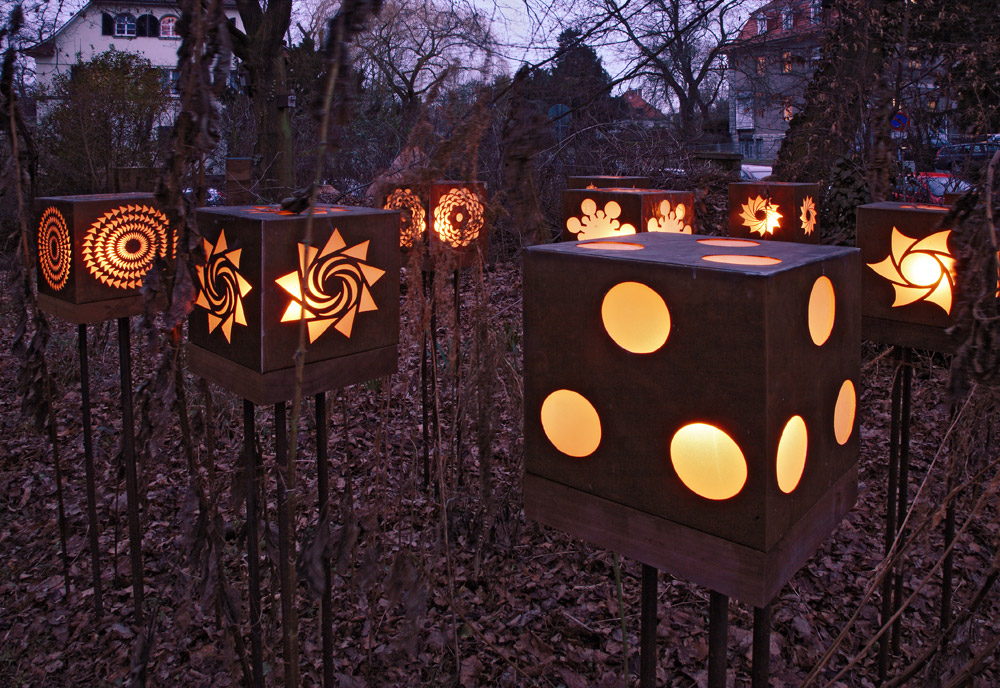
Пиктограми у саду Вортекс

Харизматичний ефект колоній німецьких та швейцарських митців у Матільденхьое, Ворпсведе, Амдені та Монте-Веріта живив творчість богеми та вільнодумців та сприяв реалізації утопічних проектів й появі нового контексту альтернативної думки у Європі.
Таким чином анархісти, натуристи, феміністи, дадаїсти, пацифісти, масони та теософи намагалися знайти втрачений рай. Їх приваблював дух утопії та нове визначення власного «я», яке вони намагались реалізувати, створюючи свою власну міфологію, віддалену від традиційного устрою життя того часу. Сад Вортекс створений як таке місце, де невидимі енергії взаємодіють і проявляються при їх осмисленні.

## Геометрія та нумерологія

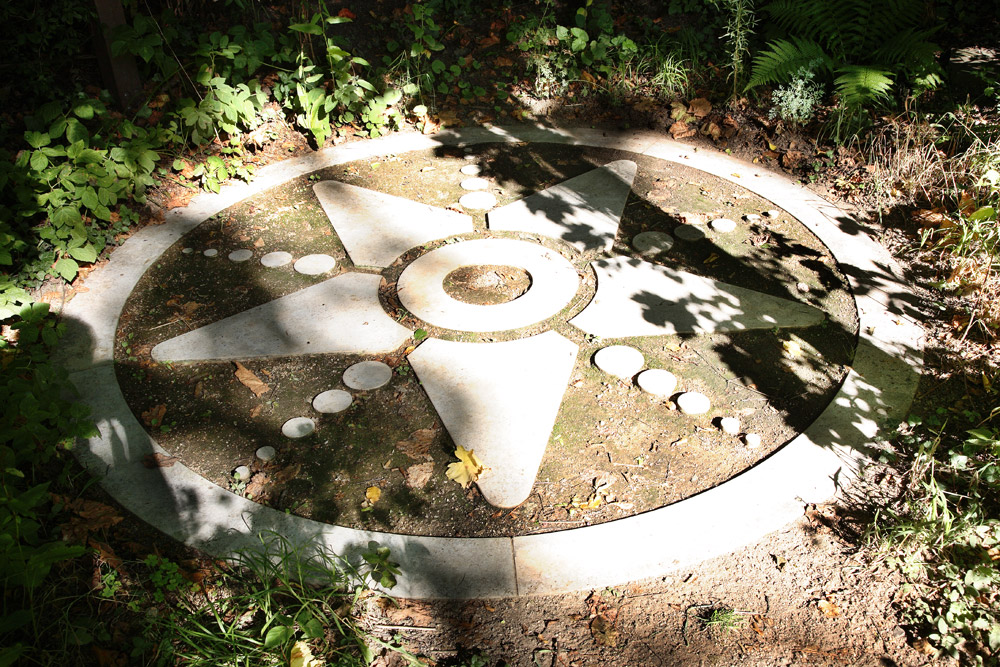
Пентаграма у формі кіл на полях

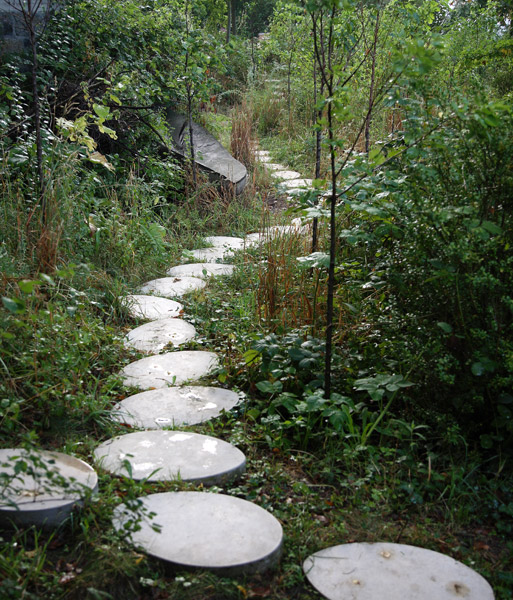
Яйцеподібна геометрія

Ще одним питанням, яке досліджується у саду Вортекс, є сакральна геометрія та космологічні співвідношення чисел, такі як золотий перетин та похідні від нього числа Фібоначчі. Такі числа часто зустрічаються у колах на полях, які містичним чином виникають на полях аж до збирання врожаю. Зменшені версії таких агрогліфів увічнені в саду у формі мозаїки та піктограм з черепиці, а також у скульптурі.
Складні візерунки таких агрогліфів впорядковують і декорують середовище, у якому розташовані. Як, наприклад, на сходах бокового входу, де вервичка викарбуваних бронзових монет, чергуючись, створює 48 різноманітних агроморфних піктограм.
Фотографія літнього будиночку Гете у Веймарі, на якій зображена пентаграма з каменю, надихнула на створення мозаїки з вапнякових плит у формі кіл на полях, яка розташована у павільйоні.
108 яйцеподібних дорожніх каменів, розташованих довкола будинку, символізують пробудження Місяця, а також нагадують про його радіус, що складає 1080 миль та про атомну вагу срібла, 108 г/моль.

## Біоніка та пермакультура
У басейнах, створених Джоном Вілкесом, вода утворює лемніскатні візерунки різних ритмів, у відповідності до різних розмірів басейнів. Фонтани забезпечуються дощовою водою з трьох ємностей, яка, після використання у басейнах, подається для зрошення саду.
Вортекс сад функціонує на принципах пермакультури. Значна кількість мертвої деревини забезпечує сприятливі умови для розвитку мікроорганізмів у цьому міському саду.

## Яйцеподібні елементи

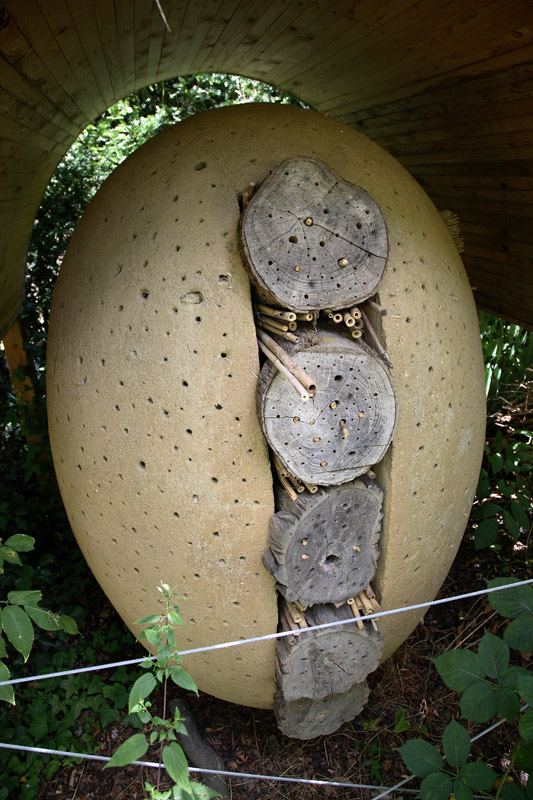
Готель для комах з глини та дерева

Ставок, викопаний у схожій на кратер, яйцеподібній формі, й обрамлений округлою дерев'яною доріжкою з пурпуровою скульптурою Джакопо Фоджіні, стилізований під рунічні вправи «лійки», які вкопувалися у землю для занять гімнастикою. Мідна воронка на трьох ніжках із дзвоноподібним спірально закрученим потоком води додає саду життєвої сили.
У саду є готель для комах у вигляді великої кількості коротких колод з тисячами отворів, у яких комахи облаштовують свої житла. Глиняне яйце висотою майже два метри також створене для бджіл та інших комах. Для медоносних бджіл у саду встановлено кілька дрібностільникових коробів.